# Ring the Alarm
Ring the Alarm è un singolo della cantante statunitense Beyoncé, pubblicato il 17 ottobre 2006 come secondo estratto dal secondo album in studio B'Day. Ha esordito alla posizione numero 12 della Billboard Hot 100, diventando il debutto più alto per un singolo nella carriera della cantante; nella Hot R&B/Hip-Hop Songs il brano è arrivato alla terza posizione. Ring the Alarm è stato anche candidato ai 49º Grammy Awards.

## Controversie
La copertina del singolo, che mostra la cantante nell'atto di strangolare due alligatori, ha suscitato polemiche da parte di alcuni animalisti. Beyoncé ha confessato che l'idea di utilizzare i due animali per il servizio fotografico era stata sua. La PETA ha dunque inviato una lettera alla cantante nel quale ha minacciato che l'abuso nei confronti degli animali non ha giustificazioni.

## Tracce
US Dance Mixes EP
1. Ring the Alarm (Freemasons Club Mix) - 8:33
2. Ring the Alarm (Karmatronic Remix) - 3:19
3. Ring the Alarm (Migtight Remix) - 3:19

US Urban Mixes EP
1. Ring the Alarm (Tranzformas Remix) (feat. Collie Buddz) - 4:12
2. Ring the Alarm (Jazze Pha Remix) - 3:47
3. Ring the Alarm (Grizz Remix) - 3:32

International Download
1. Ring The Alarm (Album Version) - 3:23
2. Deja Vu (Featuring Jay-Z) - Album Version - 4:00
3. Upgrade U (Solo Version) - 4:34

## Video musicale
Il videoclip di Ring the Alarm è stato il secondo di Beyoncé ad essere diretto da Sophie Muller con la quale aveva già lavorato in Déjà vu. Le riprese si sono svolte all'interno di uno scuro hangar del porto di Brooklyn. È ispirato ad un film thriller del 1992, Basic Instinct con Michael Douglas e Sharon Stone. La cantante emula proprio il personaggio interpretato dalla Stone nel film: durante la prima strofa infatti l'artista ripropone la stessa scena del film in cui il personaggio interpretato da Stone viene interrogato su alcuni omicidi. L'artista appare in acqua e sapone in un'altra scena mentre si lamenta del fidanzato in una casa con vista sulla spiaggia, e in un'ulteriore sequenza mentre cerca di scappare da alcune guardie carcerarie che la trattengono e la strattonano lungo un corridoio. La scena finale mostra Beyoncé con un lungo cappotto e stivali neri di fronte a una folla di giornalisti e fotografi che tentano di immortalarla e intervistarla.
Il video è stato trasmesso in anteprima su Yahoo! Music il 16 agosto 2006 e ha debuttato alla posizione numero 10 in Total Request Live il 22 agosto.

## Successo commerciale
Pubblicato come secondo singolo estratto da B'Day per il mercato nordamericano, il brano esordisce nella Hot 100 il 23 settembre 2006 direttamente al numero 12, diventando il debutto più alto per un singolo nella carriera di Beyoncé e il suo settimo singolo da solista ad entrare in top20. La settimana successiva il singolo sale alla posizione numero 11, per poi scendere. Il brano ha speso 14 settimane nella Hot 100, mantenendo la sua presenza in classifica fino al gennaio 2007, quando Irreplaceable era al numero 1. Nella classifica R&B il brano ha avuto un successo maggiore, arrivando al numero 3 come aveva fatto Check on It all'inizio dello stesso anno. Il brano ha raggiunto la prima posizione della classifica dance di Billboard grazie all'enorme passaggio nei club. Al di fuori degli Stati Uniti il singolo non ha avuto nessuna o pochissima risonanza, entrando solo nella classifica svedese.

## Classifiche
| Classifica (2006)      | Posizione più alta |
| ---------------------- | ------------------ |
| Svezia                 | 56                 |
| Regno Unito            | 112                |
| U.S. Billboard Hot 100 | 11                 |